# Wubi (Ubuntu)
Wubi är en inofficiell fri mjukvara-applikation till Windows för att på ett enkelt sätt installera Ubuntu, det finns inget behov av att bränna en CD. Programmet är licensierat under GNU GPL. Projektets mål är att hjälpa Windows-användare utan tidigare erfarenheter av Linux att pröva på Ubuntu utan att förlora information på sin dator genom att behöva formatera eller partitionera hårddisken. Det går att åstadkomma genom att skapa en virtuell hårddisk inuti en fil på Windows-hårddisken, på så sätt behöver inte hårddiskens struktur modifieras. Efter installationen får användaren välja vilket operativsystem denne vill starta, med Windows som standard. Wubi kan även avinstallera Ubuntu inifrån Windows. Wubi installerar Ubuntu på samma filsystem som Windows, en fragmenterad partition gör Ubuntu långsammare. Wubi kan installera Ubuntu, Ubuntu Netbook, Kubuntu, Xubuntu och Mythbuntu, utan formatering eller partitionering av hårddisk. Mint4Win är ett Wubibaserat installationsprogram för Linux Mint.